# Narcyz Klimas
Stanisław Narcyz Klimas OFM (ur. 6 stycznia 1966 w Lubniu) – polski zakonnik i naukowiec. Profesor i wykładowca historii Kościoła, archiwista.

## Życiorys
Stanisław Narcyz Klimas, Brat Mniejszy ofm z Prowincji Niepokalanego Poczęcia w Polsce, w służbie Kustodii Ziemi Świętej od 1992 roku. Po ukończeniu studiów filozoficznych w Wyższym Seminarium Duchownym w Krakowie został skierowany na studia teologiczne w Studium Theologicum Jerosolymitanum w Jerozolimie. Po otrzymaniu święceń prezbiteratu w Jerozolimie 29 czerwca 1992 roku rozpoczął studia nad historią Kościoła na Papieskim Uniwersytecie Gregoriańskim, gdzie w 1994 roku uzyskał licencjat, a w 1997 roku doktorat ze specjalizacją z okresu historii antycznej. W 1996 roku uzyskał dyplom z archiwistyki w Watykańskim Instytucie Paleografii, Dyplomatyki i Archiwistyki i rozpoczął pracę naukowo-dydaktyczną w seminarium Kustodii Ziemi Świętej oraz na Uniwersytecie Antonianum w Rzymie. 20 stycznia 2015 roku o. Klimas został mianowany profesorem nadzwyczajnym na Fakultecie Nauk Biblijnych i Archeologicznych w Jerozolimie (Studium Biblicum Franciscanum) Uniwersytetu Antonianum w Rzymie.
Od 1998 roku pełni funkcję Dyrektora Kustodialnego Historycznego Archiwum Kustodii Ziemi Świętej. W ramach działalności archiwistycznej odpowiadał za przygotowanie i wydanie katalogu Archiwum oraz zorganizowanie nowej siedziby instytucji, wyposażonej w sprzęt służący konserwacji dokumentów. Projekt został ukończony w 2012 roku.
W 2017 roku nakładem wydawnictwa Calvarianum ukazało się polskie wydanie książki opracowanej na bazie pracy doktorskiej o. Klimasa Autentyczność Bożego Grobu w Jerozolimie. Analiza na podstawie historiografii, archeologii i zabytków (I-X w.). 17 lipca 2019 r. dekretem Ministra Generalnego Zakonu Braci Mniejszych, otrzymał profesurę zwyczajną na Studium Biblicum Franciscanum w Jerozolimie, potwierdzoną przez Kongregację ds Edukacji.

## Wywiady i wykłady
- wywiad: „Odwieczny spór o Boży Grób” Plus Minus, „Rzeczpospolita”, 16-17 października 2016.
- wywiad: "1215 – 2015: per ricordare la presenza francescana in Medio Oriente"[4]
- wywiad: „Ojciec Święty w Izraelu”, „Gazeta Krakowska”, 10 maja 2009[5].
- wywiad: „Wizyta Benedykta XVI wielką reklamą Izraela”[6].
- wykład: „Pielgrzymka papieża Pawła VI do Ziemi Świętej” – wykład na XII Miechowskich Dniach Jerozolimy[7]
- wykład: „Świadectwa potwierdzające rozwój kultu Bożego Grobu i Golgoty w pierwszych wiekach chrześcijaństwa” podczas konferencji naukowej „Bożogrobcy przeworscy. Historia – sztuka – kultura – duchowość” zorganizowanej przez Muzeum w Przeworsku, 21 października 2022 r.

## Publikacje
Książki:
- 1998, Significato storico della venerazione del Santo Sepolcro nel primo millennio della storia della Chiesa. Indagine nella storiografia e nei monumenti. Gerusalemme 1998.
- 2012, La Custodia di Terra Santa ed il suo Archivio, w “L’Archivio Storico della Custodia di Terra Santa (1230-1970)” (Biblioteca Bio-Bibliografica della Terra Santa e dell’Oriente Francescano, Quinta Serie – Sussidi), I – Introduzioni, ETS Milano 2012, 77-118.
- 2013, Storia dell’Archivio Storico della Custodia di Terra Santa, (Historia Historycznego Archiwum Kustodii Ziemi Świętej), (Biblioteca Bio-Bibliografica della Terra Santa e dell’Oriente Francescano, Quinta Serie – Sussidi), ETS Milano 2013, 224 pp.
- 2017, Autentyczność Bożego Grobu w Jerozolimie. Analiza na podstawie historiografii, archeologii i zabytków (I-X w.), Calvarianum, Kraków 2017.
- 2018, Autentyczność Bożego Grobu w Jerozolimie. Analiza na podstawie historiografii, archeologii i zabytków (I-X w.), Calvarianum, Kraków 2018, wydanie drugie uzupełnione.

Artykuły:
- 2008, “L’Archivio Storico della Custodia di Terra Santa e il suo fondo Firmani. Storia e significato”, Archivum Franciscanum Historicum 101 (2008) 213-277.
- 2008, “Storia dell’Archivio della Custodia di Terra Santa a Gerusalemme”, w Nurcie Franciszkańskim 17 (2008), 151-187.
- 2009, “I danni subiti nei secoli dall’Archivio gerosolimitano: principali cause e fattori”, w Antonianum 84 (2009), pp. 531–564.
- 2010, “Il Cronologo e il Segretario di Terra Santa”, w Antonianum 85 (2010), pp. 273–288.
- 2010, “Le Relazioni dei Custodi nella Storiografia nella Custodia di Terra Santa”, w Antonianum 85 (2010), pp. 185–220.
- 2012, “Itinerari, Guide, Racconti, Tradizioni o Abitudini dei Pellegrini in Terra Santa”, w Antonianum 87/1 (2012), 93-144.
- 2013, “Firmanes: documentos para la historia de la Custodia”, Tierra Santa, Julio-Agosto 2013, 4-8.
- 2013, “Monte Sion Francescano: L’Ospizio dei Pellegrini e il Santuario del Cenacolo fra il XV-XVI secolo”, we Frate Francesco 79/2 (2013), 373-424.
- 2014, "Pellegrini a San Salvatore di Gerusalemme: l'ospitalità francescana, we Frate Francesco, 80 (2014), p. 96-125.
- 2014, “Franciscan Medicine in Jerusalem”, w Jerusalem: A Medical Diagnosis. History of Jerusalem reflected in Medicine and Beliefs, Exibition Tower of David Museum of the History of Jerusalem, April 2014-April 2015, 36-37.
- 2014, הרפואה הפרנציסקנית בירושלים נרציס קלימס (Franciscan Medicine in Jerusalem), w Jerusalem: A Medical Diagnosis. History of Jerusalem reflected in Medicine and Beliefs, Exibition Tower of David Museum of the History of Jerusalem, April 2014-April 2015, 67-70.
- 2014, “L’alternativa latina alla guerra santa: La Custodia francescana di Terra Santa”, w L. Vaccaro (a cura di), Una città tra Terra e Cielo, Gerusalemme, le Religioni – le Chiese (Storia Religiosa Euro-Mediterranea 3), Varese 2014, 329-360.
- 2014, “L’inserimento delle diverse comunità cristiane nel complesso del Santo Sepolcro e lo Status Quo Ottomano”, w L. Vaccaro (a cura di), Una città tra Terra e Cielo, Gerusalemme, le Religioni – le Chiese (Storia Religiosa Euro-Mediterranea 3), Varese 2014, 361-391.
- 2014, „Historia Archiwum Kustodii Ziemi Świętej", w W Nurcie Franciszkańskim, 21 (2014), p. 57-83.
- 2014, „Historia Franciszkańskiej Kustodii Ziemi Świętej", w W Nurcie Franciszkańskim, 21 (2014), p. 32-55.
- 2015, „La cura dei malati e la farmacia dei Frati Minori della Custodia di Terra Santa a Gerusalemme", w Miscellanea Francescana, 115 (2015), p. 102-146.
- 2016, „Nadzieje Jana Pawła II związane z Ziemią Świętą”, w A. Hennel-Brzozowska – S. Jaromi (ed.), Losy Nadziei Świętego Jana Pawła II, Kraków 2016, 17-63.
- 2017, „Franciszkańska Ziemia Święta”, in G. Kayzer, Klincz, Debata Polsko-Żydowska, Warszawa 2017, 519-539.
- 2017, „Odwieczny spór o Boży Grób”, in Plus Minus, “Rzeczpospolita”, 16-17 października 2016, 30-35.
- 2017, „Boży Grób w Jerozolimie”, Niedziela 4 (2017), 41-44.
- 2017, „Pokój i Dobro – Franciszkanie w Ziemi Świętej”, Niedziela 6 (2017), 36-40.
- 2018, „Getsemani, la Chiesa dell’Agonia: Ragioni Religiose, Socio Politiche ed Architettoniche” in La Sapienza della Croce, XXXII (3), settembre-Dicembre 2017, 299-321.
- 2018, „A Szentföldi Kusztódia jeruzsálemi levéltárának története” (History of the Archives of the Custody of the Holy Land in Jerusalem), w Acta Pinteriana 2018 (4), 89-116.
- 2018, „A Szentfoldi Ferences Kusztodia a 20. Szazad elejen” (La Custodia di Terra Santa all’inizio del XX secolo), in Jerusalem, a Szent Varos (Sapientia Fuzetek 32), Budapest 2018, 135-206.
- 2019, „La Custodia di Terra Santa alla fine del XIV ed all’inizio del XV secolo”, in Sv. Nikola Tavelic Mucenik – Njegovo Vrijeme i Trajna Poruka (Biblioteka: Zbornici radova, Knjiga IX), Zagreb 2019, 81-106.
- 2019, “Il primo secolo della storia della Provincia di Terra Santa: 1182-1291”, in 800 Anni di presenza Francescana in Medio Oriente (Studia Orientalia Christiana Monographiae 29), Milano 2019, 87-119.
- 2019, “La protostoria della Custodia di Terra Santa. Primi conventi”, in 800 Anni di presenza Francescana in Medio Oriente (Studia Orientalia Christiana Monographiae 29), Milano 2019, 185-202.
- 2019, „Golgota, Grób Pański. Jezus naprawdę ty był”, Plus Minus, “Rzeczpospolita”, 21.04.2019, 15-20.
- 2019, „Przed Sułtanem”, Ziemia Święta 1(97) 2019, 8-11.
- 2019, „Oficjalna misja”, Ziemia Święta 2(98) 2019, 8-11.
- 2019, „Status Quo”, in Ziemia Święta 3(99) 2019, 40-44.
- 2019, „Franciszkanie w Nazarecie”, in Ziemia Święta 4(100) 2019,
- 2019, „Le scuole della Custodia di Terra Santa dal seicento al XX secolo nei documenti della Santa Sede e dell’Ordine dei Frati Minori”, in Collectanea Franciscana, 89 (2019), 521-558.
- 2020, „Pielgrzymka do źródeł”, in Ziemia Święta 1(101) 2020, 50-56.
- 2020, „El Archivo Custodial”, in Tierra Santa, Mayo-Junio 51 (2020), 47-52.
- 2020, „San Antonio. Protetore e Patrono da Custodia da Terra Santa”, in Terra Santa 31 (2020), 18-23.
- 2020, „The Franciscans in Nazareth 162-1930”, in E. Segal-A. Pinkus-G. Fishhof (Eds.), The Basilica of the Annunciation in Nazareth. Where Word became Flesh, De Gruyter, Berlin/Boston, 2020, 123-144.
- 2020, „Una storia lunga 800 anni”, in A. Musarra, Francesco i Minori e la Terra Santa, Edizioni La Vela, Monsagrati, 2020, 13-31.
- 2020, „Por que san Antonio es protector y patrón de la Custodia de Tierra Santa”, in Tierra Santa, Julio-Agosto 52 (2020), 32-42.
- 2020, “San Salvatore al servizio di Pellegrini e malati”, A. Leonetti (ed.), Sulle orme del Salvatore. Francescani e Pellegrini in Terra Santa, I Quaderni V (Dicembre 2020), Tipografia Rossi di Sinalunga, 34-44.